# يحيى اللبابيدي
يحيى اللبابيدي (1900- 1943)، ملحن وموسيقار فلسطيني، ولد في بيروت لعائلة فلسطينية أصلها من عكا. درس الإبتدائية والثانوية في مدارس بيروت، والتحق بالجامعة الأمريكية لدراسة طب الأسنان ولكنه ترك الدراسة وتوجه للموسيقى. قام بتلحين أكثر من 150 أغنية ونشيد ومقاطع من برامج الإذاعة ومقاطع من أناشيد الأطفال التي كانت تبث عبر الأثير في إذاعة «هنا القدس» والتي لاقت رواجاً كبيراً وشهرة واسعة، كما قام بالتلحين لفنانين أخرين مثل أغنية «يا ريتنى طير لا طير حواليك» للفنان فريد الأطرش.
في الثلث الأول من القرن العشرين وبداية الأربعينيات عكفت الحكومة الفلسطينية المتمثلة بالانتداب البريطاني بتأسيس محطة للإذاعة الفلسطينية ومكانها في مدينة القدس، ووقع الاختيار على يحيى اللبابيدي كي يرأس القسم العربي للموسيقى الشرقية ومسئولاً عن طواقم الفنانين والمغنيين الذين تعدوا الثلاثين بكل كوادرهم. وفي عام 1936 ومع افتتاح الإذاعة رسمياً وبث أولى الأنفاس العربية بها كانت ألحان اللبابيدي تصدح حيث شارك بتأليف وتلحين الكثير من الأناشيد الوطنية والاجتماعية. وساهم في تحقيق حالة التواصل العربي من خلال استضافة الأدباء والشعراء مثل بشارة الخوري وعباس العقاد.
تعاون اللبابيدي مع الشاعر الفلسطيني إبراهيم طوقان الذي كان يرأس قسم اللغة العربية والبرامج الإذاعية بتأليف نشيد من تلحين اللبابيدي بعنوان «الملك الغازي» وهو بمناسبة زيارة الملك فيصل ملك الحجاز لفلسطين وخاصة مدينة حيفا التي زارها في أوائل الثلاثينيات، واغنية ألا يا ربة الدار، وموشح انشدي يا صبا. كمل لحن مجموعة من قصائد عبد الكريم الكرمي ومنها اغنية الزهور والطيور.
سعت الحكومة البريطانية على نقل الإذاعة لقبرص وعرضت على يحيى أموال طائلة من أجل موافقته على الأمر، لكنه رفض وأصر على إبقاءها في مدينة القدس حتى قصفها الاحتلال في حرب 1948.
توفي في بيروت في 13 مارس 1943 ودفن فيها.